# Рыбино (Даниловский район)
Ры́бино — обезлюдевшая деревня в Даниловском районе Ярославской области. Входит в Даниловское сельское поселение. 

## География
Находится в 45 км от Данилова в 15 км от автомобильной дороги Череповец-Данилов на реке Чёрная Ушлонка.
Неподалёку от деревни находится вертолётная площадка.

## Население
| 2007 | 2010 |
| ---- | ---- |
| 0    | →0   |

### Историческая численность населения
По состоянию на 1859 год в деревне насчитывалось 9 домов, проживал 51 человек.